# Jean Poupé
Pour les articles homonymes, voir Poupé.
Jean Poupé  est un archéologue et un étruscologue belge, né à Pâturages le 28 juin 1919, et mort à Bruxelles le 15 février 1988. Il fut chargé de cours à l'université catholique de Louvain.

## Biographie
Étudiant brillant, Jean Poupé entame des études de philologie classique à l’Université catholique de Louvain, mais son élan est brisé par le déclenchement du second conflit mondial, et ce n’est qu’en 1951, à plus de trente ans, qu’il peut achever sa licence en philologie classique avec un mémoire sur l’« Étude critique des six premiers nombres étrusques », supervisé par le professeur Franz De Ruyt. Il obtient aussi, l’année suivante, une licence en philologie et histoire orientales.
Il est ensuite aspirant au Fonds National de la Recherche Scientifique (1952-54), membre étranger de l’Institut français de Rome (1953-56), puis membre de l’Institut belge de Rome. Pendant cette période, il effectue des recherches archéologiques en Italie étrusque. Celles-ci débouchent sur la rédaction d’une thèse de doctorat, « Documents et problèmes d’épigraphie étrusco-italique à l’époque archaïque », également supervisée par Franz De Ruyt, qui lui vaut d’être proclamé docteur en philosophie et lettres de l’U.C.L. en mai 1962, avec les félicitations du jury. 
Il est alors nommé maître de conférences, puis chargé de cours, à l’Université catholique de Louvain. En 1964, il devient secrétaire général du Centre belge de recherches étrusques et italiques, fondé par Franz De Ruyt et Marcel Renard ; le Centre reçoit des autorités italiennes l’autorisation de fouiller le site étrusque de Castro. Malheureusement, après quatre années de campagnes de fouilles fructueuses, le Centre, à la suite de problèmes de personnes, doit cesser ses activités. 
À partir de 1975, Jean Poupé est rattaché à la Faculté de théologie de l’U.C.L., où il dispense, jusqu’à sa retraite, les cours de langues anciennes à l’Institut des sciences religieuses. 
Il est reconnu comme spécialiste de la période archaïque étrusque, comme linguiste  -- il a rassemblé un corpus de plus de 600 textes -- et comme archéologue – il a eu le privilège de découvrir, notamment, un char de cérémonie dans un magnifique état de conservation, aujourd’hui conservé au musée romain de la villa Giulia, et d'analyser l'aryballe Poupé découvert à Cerveteri, auquel son nom fut donné pour cette raison.

## Publications
- Traduction de Scultura tardo - etrusca di Volterra de  Clelia Lavosia, 1965, catalogue d'une exposition à Bruxelles.